# 福爾摩濕與滑生
是一部2018年的美國19世紀英倫式推理喜劇片，由伊坦·柯亨自編自導，其主演包括威爾·法洛、約翰·C·萊利、蕾貝卡·霍爾、羅伯·布萊頓、史提夫·庫根、凱莉·麥唐納、雷夫·范恩斯、蘿倫·賴普柯斯與休·羅利。該片由哥倫比亞影業排定於2018年12月25日在美國上映。

## 劇情
這齣惡搞式喜劇中，有著全新塑造性格的夏洛克·福爾摩斯及約翰·華生兩人將利用他們聰明的頭腦共同阻止對手詹姆斯·莫里亞蒂教授暗殺女王的計劃。
美國版和國際版有不同的開場，前者之中唸小學時被霸凌的福爾摩斯認識了來安慰他的華生，後者之中因退伍創傷欲跳樓的華生不小心滑落到福爾摩斯種的巨瓜上。

## 演員
- 威爾·法洛 飾 夏洛克·福爾摩斯
- 約翰·C·萊利 飾 約翰·華生
- 蕾貝卡·霍爾 飾 葛蕾絲·哈特醫生（Dr. Grace Hart）
- 羅伯·布萊頓 飾 雷斯垂德探長
- 凱莉·麥唐納 飾 蘿絲·哈德森（Rose Hudson）
- 雷夫·范恩斯 飾 詹姆斯·莫里亞蒂教授
- 蘿倫·賴普柯斯（英语：Lauren Lapkus） 飾 米莉（Millie）
- 休·羅利 飾 邁克羅夫特·福爾摩斯
- 潘·費莉斯（英语：Pam Ferris） 飾 維多利亞女王
- 史提夫·庫根 飾 葛斯塔夫·克林格（Gustav Klinger）

## 製作
2008年7月，據報導，賈德·阿帕托將製作一部夏洛克·福爾摩斯題材的喜劇片，薩夏·拜倫·柯恩將飾演福爾摩斯，威爾·法洛飾演約翰·華生醫生，該片由伊坦·柯亨執導、哥倫比亞影業製作和發行。
2016年8月17日，該片定名為《福爾摩濕與滑生》（Holmes & Watson），威爾·法洛改飾演福爾摩斯，而約翰·C·萊利則飾演華生，仍由柯亨執導。2016年11月14日，蘿倫·賴普柯斯將在片中飾演米莉（Millie）一角，她與福爾摩斯有著密切的關係。2016年11月17日，羅伯·布萊頓、凱莉·麥唐納、蕾貝卡·霍爾加入演出。雷夫·范恩斯與休·羅利於2017年1月6日確認參演。
主要拍攝於2016年12月初在倫敦的謝珀頓製片室開始進行。2017年2月初，劇組於漢普敦宮拍攝。

## 發行
《福爾摩濕與滑生》在美國原定於2018年8月3日上映。2017年8月，其上映日從原本的2018年8月3日延遲至2018年11月9日，之後又改至2018年12月21日。2018年10月，該片的美國上映日再次延期至2018年12月25日的聖誕節檔期。

### 評價
爛番茄根據71條評論，持有10%的新鮮度，平均得分3／10。在Metacritic上，電影獲得了24分。

## 外部連結
- 互联网电影数据库（IMDb）上《福爾摩濕與滑生》的资料（英文）